# Бијели англосаксонски протестанти
Бијели англосаксонски протестанти (БАСП; енгл. White Anglo-Saxon Protestants, WASP) бијели су сјеверноамерички протестанти, често британског поријекла. БАСП елите су доминирале у америчком друштву, култури и политици већину историје Сједињених Америчких Држава, одржавајући монопол кроз бракове и непотизам. Иако је друштвени утицај богати БАСП-а нагло опао од четрдесетих година 20. вијека, скупина и даље доминира на финансијском и филантропском пољу.
Према дефиницији, термин искључује средњу и радничку класу белих протестаната, белих католика и Мормона (из свих социјалних класа), Јевреја, јужне и источне Европљане, и неевропске расне групе (тј. домородаце, Арапе, Азијце, хиспански местици и црнце).
Током друге половине 20. вијека, Американци су све више критиковали хегемонију ВАСП-а и омаловажавали их као оличење „Естаблишмента”. Према Random House Unabridged Dictionary из 1998. године, термин Бијели англосаксонски протестанти је „понекад омаловажавајући и увредљив”.
Социолози често користе термин за све Американце протестанте сјеверноевропског или сјеверозападноевропског поријекла, без обзира на британско поријекло. Термин се такође користи у Аустралији, Новом Зеланду и Канади.